# Beta (planta)
Beta  é um gênero botânico da família Amaranthaceae.

## Espécies
- Beta adanensis
- Beta alba
- Beta altissima
- Beta atriplicifolia
- Beta bengalensis
- Beta bourgaei
- Beta carnulosa
- Beta cicla
- Beta cicla
- Beta cicla var. argentea
- Beta cicla var. viridis
- Beta corolliflora
- Beta crispa
- Beta cycla
- Beta decumbens
- Beta diffusa
- Beta esculenta
- Beta hastata
- Beta hortensis
- Beta hybrida
- Beta incarnata
- Beta lomatogona
- Beta longispicata
- Beta lutea
- Beta macrocarpa
- Beta macrorhiza
- Beta macrorrhiza
- Beta marina
- Beta maritima
  - Beta maritima subsp. atriplicifolia
  - Beta maritima subsp. danica
  - Beta maritima subsp. marcosii
  - Beta maritima subsp. orientalis
  - Beta maritima var. atriplicifolia
  - Beta maritima var. erecta
  - Beta maritima var. glabra
  - Beta maritima var. pilosa
  - Beta maritima var. prostrata
- Beta monodiana
- Beta nana
- Beta noeana
- Beta orientalis
- Beta palonga
- Beta patellaris
- Beta patula
- Beta perennis
- Beta procumbens
- Beta purpurea
- Beta rapa
- Beta rapacea
- Beta rosea
- Beta sativa
- Beta sect. Patellares
- Beta stricta
- Beta sulcata
- Beta sylvestris
- Beta triflora
- Beta trigyna
- Beta trigyna fo. glaberrima
- Beta trigyna fo. subpilosa
- Beta trigyna var. glaberrima
- Beta trigyna var. praealta
- Beta trojana
- Beta vulgaris
- Beta vulgaris subsp. adanensis
- Beta vulgaris subsp. adanensis
- Beta vulgaris subsp. asiatica
- Beta vulgaris subsp. cicla
- Beta vulgaris subsp. cicla
- Beta vulgaris subsp. foliosa
- Beta vulgaris subsp. lomatogonoides
- Beta vulgaris subsp. macrocarpa
- Beta vulgaris subsp. maritima
- Beta vulgaris subsp. maritima
- Beta vulgaris subsp. orientalis
- Beta vulgaris subsp. patula
- Beta vulgaris subsp. provulgaris
- Beta vulgaris subsp. vulgaris
- Beta vulgaris var. altissima
- Beta vulgaris var. asiatica
- Beta vulgaris var. atriplicifolia
- Beta vulgaris var. aurantia
- Beta vulgaris var. cicla
- Beta vulgaris var. cicla
- Beta vulgaris var. coniciformis
- Beta vulgaris var. crassa
- Beta vulgaris var. foliosa
- Beta vulgaris var. foliosa
- Beta vulgaris var. glabra
- Beta vulgaris var. grisea
- Beta vulgaris var. lutea
- Beta vulgaris var. macrocarpa
- Beta vulgaris var. marcosii
- Beta vulgaris var. maritima
- Beta vulgaris var. mediasiatica
- Beta vulgaris var. orientalis
- Beta vulgaris var. ovaliformis
- Beta vulgaris var. perennis
- Beta vulgaris var. pilosa
- Beta vulgaris var. rapa
- Beta vulgaris var. rosea
- Beta vulgaris var. rubidus
- Beta vulgaris var. rubra
- Beta vulgaris var. rubrifolia
- Beta vulgaris var. saccharifera
- Beta vulgaris var. trojana
- Beta vulgaris var. virescens
- Beta vulgaris var. viridifolia
- Beta vulgaris var. vulgaris
- Beta webbiana